# St. Tammany Parish
St. Tammany Parish is een parish in de Amerikaanse staat Louisiana.
De parish heeft een landoppervlakte van 2.212 km² en telt 191.268 inwoners (volkstelling 2000). De hoofdplaats is Covington.

## Bevolkingsontwikkeling

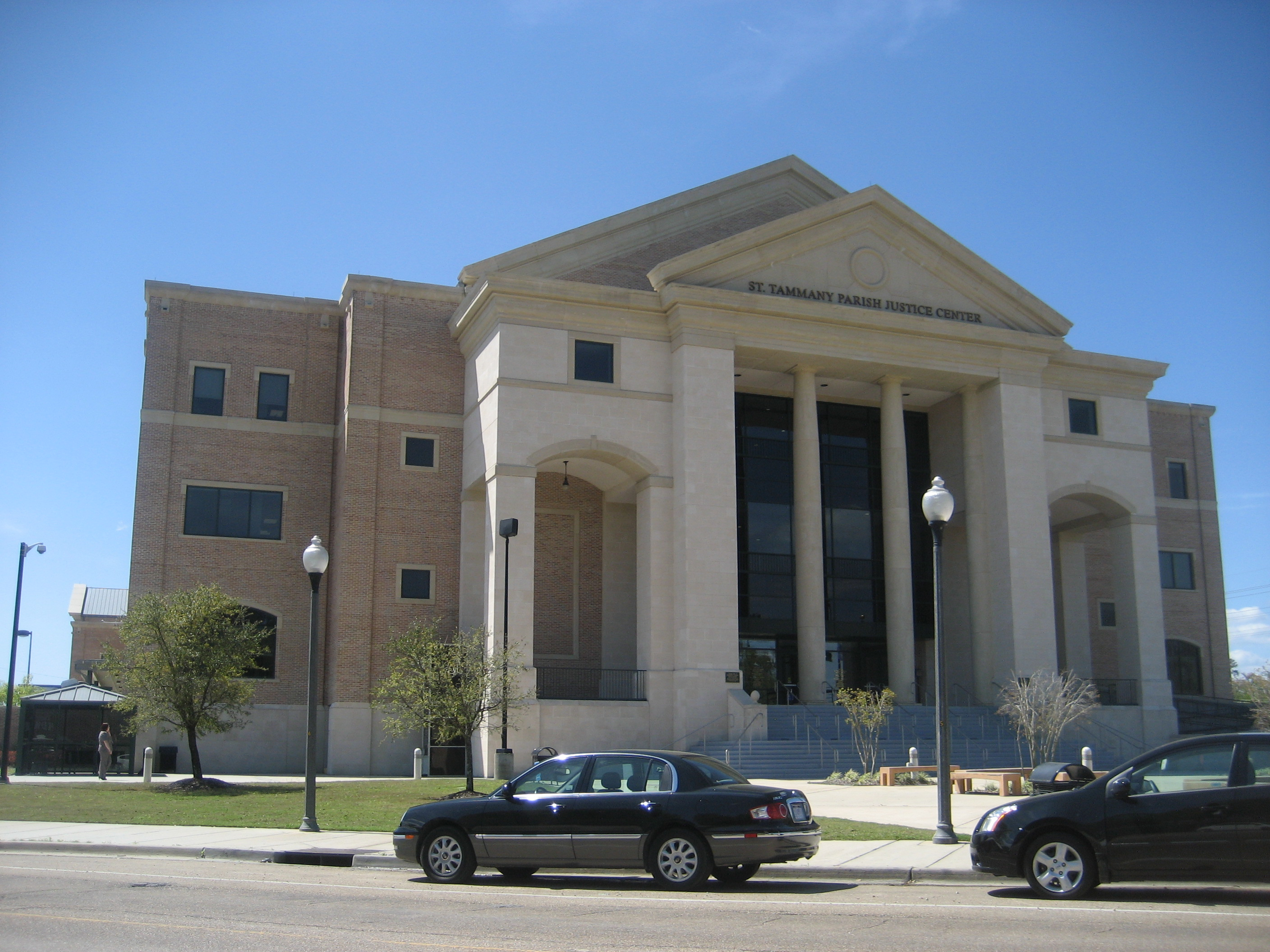
Justice Center van St. Tammany Parish